# IC 1974
IC 1974 је спирална галаксија у сазвјежђу Часовник која се налази на листи објеката дубоког неба у Индекс каталогу.
Деклинација објекта је - 49° 33' 1" а ректасцензија 3h 36m 42,2s. Привидна величина (магнитуда) објекта IC 1974 износи 15,1 а фотографска магнитуда 15,9. IC 1974 је још познат и под ознакама ESO 200-50, PGC 13325.